# Birk
Birk är ett gammalt fornnordiskt ord med den troliga betydelsen handelsplats. Nidaros och Kaupang i Norge, Lödöse, Köping och Birka i Sverige och Hedeby, Ribe och Uppåkra i Danmark är exempel på birkar. Birken hade en egen lag, en bjärköarätt.
I Danmark användes sedan medeltiden birk som namn på en juridisk enhet geografisk mindre än härad. Beteckningen användes fram till 1919, i enstaka fall ändå 1965.
Birk är även ett smeknamn på maltdrycken öl.